# 尤纳尼医学

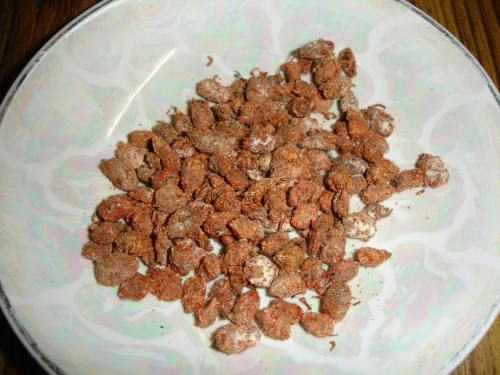
干燥的絨蟎應用於尤纳尼医药。

尤纳尼医学（亦作尤那尼医学）是一种在莫卧儿帝国、南亚穆斯林地区以及中亚广泛使用的波斯-阿拉伯传统医学。尤纳尼一词意为“希腊的”，因为波斯-阿拉伯医学系统建立在公元前 460年古希腊医生希波克拉底和盖伦的理论上。尤纳尼医学与阿育吠陀医学、悉达医学等共同构成了印度传统医学体系。
尤纳尼医学的希腊之源可以从它建立在四大体液体系上可以看出：痰（Balgham）、血（Dam）、黄胆汁（Ṣafrā'）和黑胆汁（Saudā'），不过它也受到了印度传统医学和中国传统医学的影响。